# Pädagogische Hochschule Miyagi

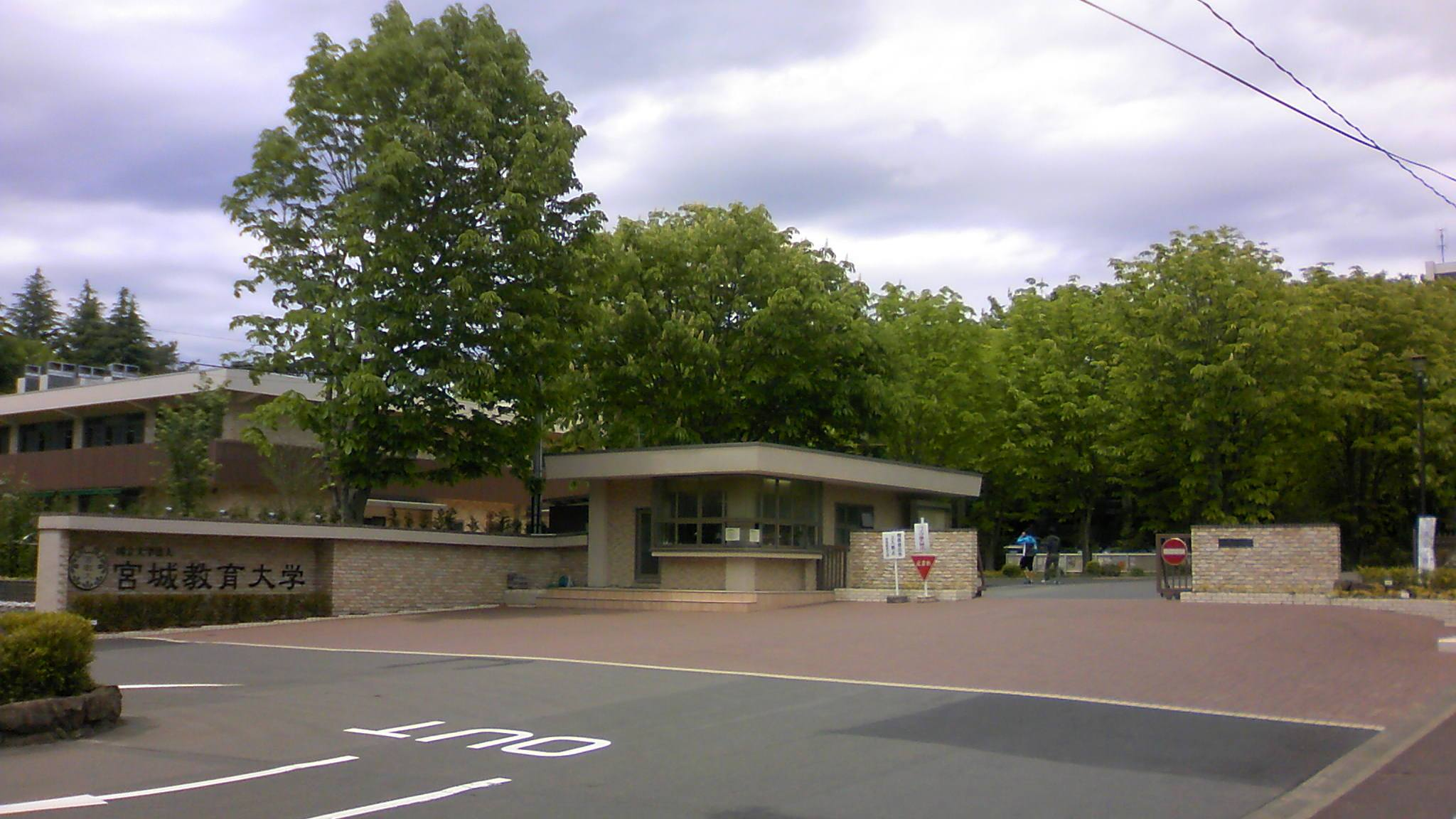
Haupttor

Die Pädagogische Hochschule Miyagi (jap. 宮城教育大学, Miyagi kyōiku daigaku; engl. Miyagi University of Education, kurz: Miyakyōdai (宮教大) oder MUE) ist eine staatliche pädagogische Hochschule in Japan. Der Hauptcampus (Aobayama-Campus) liegt in Aoba-ku, Sendai in der Präfektur Miyagi.

## Geschichte
Die Hochschule wurde 1965 gegründet, als die Lehrerausbildungskurse der Universität Tōhoku in die neu gegründete Hochschule umzogen. Die Lehrerausbildungskurse entstanden 1949 durch die Zusammenlegung der zwei staatlichen Normalschulen: die Normalschule Miyagi (宮城師範学校, Miyagi shihan gakkō, gegründet 1873) und die Jugend-Normalschule Miyagi (宮城青年師範学校, Miyagi seinen shihan gakkō, gegründet 1922).

### Normalschule Miyagi
Die 1873 gegründete Normalschule Miyagi war eine der sieben staatlichen Normalschulen in der Meiji-Zeit. 1878 wurde sie geschlossen, und von ihr erbte die 1875 gegründete präfekturale Normalschule ihre Einrichtungen. 1913 wurde die präfekturale Frauen-Normalschule neu gegründet. 1943 wurden die zwei präfekturalen Normalschulen zur staatlichen Normalschule Miyagi zusammengelegt.
Im ehemaligen Campus der Normalschule Miyagi liegen heute die angegliederten Grund- und Mittelschulen und der Kindergarten der Pädagogischen Hochschule Miyagi (Kamisugi-Campus, 38° 16′ 39,3″ N, 140° 52′ 32,4″ O).

### Jugend-Normalschule Miyagi
Die Jugend-Normalschule wurde 1922 als Ausbildungsanstalt der Lehrer an den Fortbildungsschulen gegründet. 1928 zog sie in den Campus der Präfekturalen Normalschule Miyagi um. 1935 wurde sie eine Ausbildungsanstalt der Lehrer an den Jugendschulen. 1944 wurde sie zur staatlichen Jugend-Normalschule Miyagi erhoben.

### Pädagogische Hochschule Miyagi
1949 wurde jede japanische staatliche Normalschule zur staatlichen Universität in ihrer Präfektur zusammengelegt; in der Präfektur mit der ehemaligen Kaiserlichen Universität wurden die Normalschulen zur Hochschule für Liberal Arts (Gakugei Daigaku) zusammengelegt – eine Ausnahme war die Präfektur Miyagi, der Sitz der Kaiserlichen Universität Tōhoku. Die Universität Tōhoku selbst umfasste die Normalschulen. Die Gründung der Pädagogischen Hochschule Miyagi entfernte die Ausnahme.
1968 zog die Hochschule in den heutigen Aobayama-Campus um. 1988 gründete sie die Masterstudiengänge.

## Fakultäten
- Fakultät für Pädagogik
  - Studiengang für Grundschullehrerausbildung
  - Studiengang für Mittelschullehrerausbildung
  - Studiengang für Sonderschullehrerausbildung